# Distrito de Fatehgarh Sahib
Fatehgarh Sahib (en punyabí: ਫਤਹਿਗੜ੍ਹ ਸਾਹਿਬ ਜ਼ਿਲਾ) es un distrito de la India en el estado de Punyab. Código ISO: IN.PB.FT.
Comprende una superficie de 1180 km².
El centro administrativo es la ciudad de Fatehgarh Sahib.

## Demografía
Según censo 2011 contaba con una población total de 599814 habitantes, de los cuales 279211 eran mujeres y 320603 varones.